# Jaxaay-Parcelles
Jaxaay-Parcelles ist eine Gemeinde (commune) im Département Keur Massar der Metropolregion Dakar, gelegen im zentralen Westen Senegals. Alle Gemeinden des Départements sind städtische Gemeinwesen, die durch den hohen Grad der Urbanisierung untereinander und mit anderen Nachbarkommunen baulich zusammengewachsen sind. Jaxaay ist der Sitz des Arrondissement de Jaxaay.

## Geographische Lage
Jaxaay-Parcelles liegt im Binnenland der Cap-Vert-Halbinsel. Vom Zentrum sind es jeweils etwa sechs Kilometer bis zur Grande-Côte im Nordwesten und zur Petite-Côte im Süden bei Rufisque. Die Hauptstadt Senegals Dakar liegt etwa 20 Kilometer entfernt. Die Grenze des Stadtgebiets reicht im Süden nahe an die Autoroute 1 heran. Mit Ausnahme einiger verstreut liegender überschwemmungsgefährdeter Senken ist das Stadtgebiet fast vollständig bebaut.
Jaxaay-Parcelles hat eine Fläche von 6,700 km². Benachbarte Kommunen sind im Uhrzeigersinn Rufisque Ouest und Mbao im Süden, Keur Massar Sud im Westen, Tivaouane Peulh-Niaga im Norden und im Osten Sangalkam.

## Geschichte
Das Stadtgebiet von Jaxaay-Parcelles hat eine lange und bewegte Geschichte kommunaler Neugliederungen hinter sich, die durch die von der Hauptstadt Dakar ausgehende und über Jahrzehnte hinweg sich immer mehr in den Osten der Hauptstadtregion ausbreitende und verdichtende Urbanisierung angetrieben wurde. Zuletzt wurde 2011 aus einem Teil der communauté rurale Sangalkam die Stadt Jaxaay-Parcelles-Niakoul Rap geschaffenen und, nur zehn Jahre später, im Jahr 2021 wieder aufgelöst, um aus ihrem Südteil Jaxaay-Parcelles als städtisches Gemeinwesen ins Leben zu rufen und in neuen Grenzen zu definieren. Zugleich wurde das neue Gemeinwesen aus dem Département Rufisque herausgelöst und dem neugeschaffenen Département Keur Massar zugeschlagen.

## Bevölkerung
Die letzten Volkszählungen ergaben für das Stadtgebiet (vor 2023: Zahlen für Jaxaay-Parcelles-Niakoul Rap) jeweils folgende Einwohnerzahlen:
| Jahr | Einwohner |
| ---- | --------- |
| 1988 | …         |
| 2002 | …         |
| 2013 | 41.570    |
| 2023 | 71.036    |

## Verkehr
Jaxaay-Parcelles liegt nördlich der Verkehrsachsen der Cap-Vert-Halbinsel, die den West-Ost-Verkehr zwischen der Metropole Dakar und dem Rest des Landes aufnehmen müssen. Dieser fließt auf der Nationalstraße N 1 sowie auf der Bahnstrecke Dakar–Niger durch das Gebiet der benachbarten Großstadt Rufisque. Mit der an der Grenze des Stadtgebiets gelegenen Anschlussstelle 9 Rufisque-Ouest – cap des Biches der mautpflichtigen Autoroute 1 gibt es eine schnelle Verbindung in Westrichtung mit der Hauptstadt Dakar und in Ostrichtung mit dem internationalen Flughafen Dakar-Blaise Diagne.